# Горохова (балка)
Горохова (рос. Б. Горохова) — балка (річка) в Україні у Гуляйпільському районі Запорізької області. Ліва притока Гайчул (басейн Дніпра).

## Опис
Довжина балки приблизно 3,59 км, найкоротша відстань між витоком і гирлом — 3,44 км, коефіцієнт звивистості річки — 1,04. Формується багатьма балками та загатами. На деяких ділянках балка пересихає.

## Розташування
Бере початок на північно-східній стороні від села Цвіткове. Тече переважно на північний схід через село Олено-Костянтинівку і впадає у річку Гайчул, ліву притоку Вовчої.

## Цікаві факти
- На східній стороні від гирла балки на відстані приблизно 900,17 м у селі Варварівка пролягає автошлях Т 0401[2] (автомобільний шлях територіального значення у Дніпропетровській та Запорізькій областях. Пролягає територією Дніпровського, Синельниківського, Васильківського, Покровського, Гуляйпільського, Пологівського, Токмацького та Мелітопольського районів через Дніпро — Васильківку — Покровське — Гуляйполе — Пологи — Токмак — Молочанськ — Мелітополь. Загальна довжина — 254,8 км).